# Государство дервишей
Государство дервишей (сомал. Daraawiish, араб. دولة الدراويش‎) — государственное образование, существовавшее на севере Сомали в начале XX века. Было образовано в начале XX века Мохаммедом Хасаном, религиозным лидером, объединившим местные кланы под лозунгами борьбы с насилием европейцев. Государство дервишей приобрело известность в исламских и западных странах благодаря его сопротивлению европейским империям — Великобритании и Италии. Силы дервишей успешно отражали натиск британцев и заставили их отступить к прибрежной зоне. Государство дервишей было признано в качестве союзника Османской империей и Германией. Оно оставалось единственным независимым мусульманским государством на континенте в период Первой мировой войны. После четверти века противостояния британцам дервиши были окончательно разгромлены в 1920 году.

## Формирование

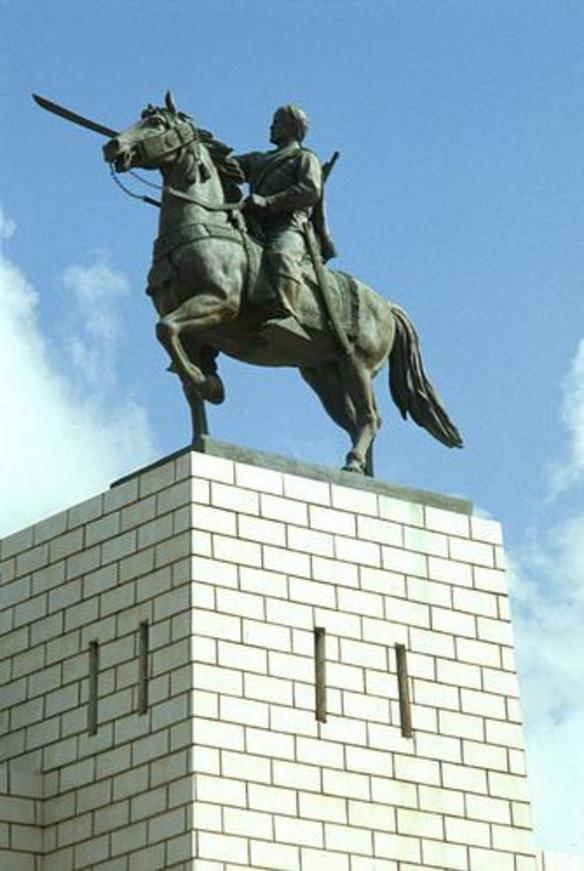
Статуя Мохаммеда Хасана в Могадишу, Сомали.

В конце XIX века британцы, итальянцы и эфиопы разделили Сомали на сферы влияния, нарушив традиционные системы кочевания племен и выпаса скота, а также завладев портами полуострова. 
Сомалийская экспедиция эфиопского императора Менелика II, состоявшая из 11 000 солдат, проникла вглубь территории Сомали в районе Луука. Однако эфиопские войска потерпели сокрушительное поражение от армии клана Гобрун; в живых осталось лишь 200 солдат. После этого эфиопы воздерживались от дальнейших экспедиций вглубь Сомали, но продолжали уводить скот у клана Огаден при молчаливом согласии британцев.
С созданием крупных мусульманских братств во главе с такими сомалийскими богословами, как шейх Абд аль-Рахман бин Ахмад аль-Зайлайи и Увейсом аль-Барави, в этот период происходит возрождение ислама в Восточной Африке. Сопротивление колонизации мусульманских земель афганцами и махдистами вдохновило рост движения сопротивления иноверцам и в Сомали. Саид Мохаммед Абдилле Хасан, кочевник из клана Огаден по рождению, совершил паломничество в Мекку, откуда вернулся в Сомали и в 1895 году осел в Бербере, где занялся миссионерской деятельностью и агитацией против европейцев. В своих речах Хасан заявлял, что господство европейцев в Сомали равносильно уничтожению веры и культуры его народа.
В 1899 году солдаты британских вооруженных сил встретились с Хасаном и продали ему табельный пистолет. Отвечая на вопрос о потере пистолета, они сказали начальству, что Хасан украл у них пистолет. Британский вице-консул в жестких формулировках написал ему письмо, требуя немедленно вернуть пистолет. Это привело Хасана в ярость и стало поводом к началу открытого противостояния. Хасан призвал народ к вооружённой борьбе с иноземными захватчиками.

## Столица

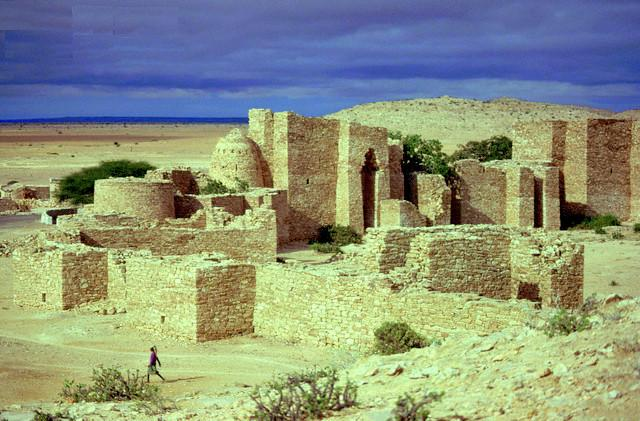
Талех, столица дервишей.

Саид Хасан во время своих походов против европейских и местных властей построил несколько фортов по всему Африканскому Рогу, чтобы иметь возможность безопасно перемещать свои войска по полуострову. В 1913 году, после отступления британцев на побережье, постоянной столицей и штаб-квартирой дервишей стал Талех, — большой город, обнесенный стеной с четырнадцатью фортами. Главный форт, Силсилат, включал в себя обнесенный стеной сад и караульное помещение. Он стал резиденцией Хасана, его жены, семьи, видных сомалийских военных лидеров, а также домом для нескольких турецких, йеменских и немецких сановников, архитекторов, каменотесов и производителей оружия. Большая территория на северо-востоке Талеха была использована для выращивания зерна, а башня Дар-Илало использовалась в качестве зернохранилища. На площади Хед-Калдик происходили казни преступников и предателей.

## Экономика
Государство дервишей контролировало торговые пути, ведущие из внутренних животноводческих районов в портовые города на побережье — Лас-Хорей, Эйл и Илиг. За счёт получаемых доходов государство дервишей закупало за границей огнестрельное оружие, лошадей и строительные материалы.

## Военная организация
Регулярная армия (Maara-weyn) государства дервишей состояла из семи полков: «Shiikh-yaale», «Gola-weyne», «Taar-gooye», «Indha-badan», «Miinanle», «Dharbash» и «Rag-xun». Каждый полк имел своего командира («muqaddim») и включал от 1000 до 4000 солдат. Из местного населения также формировалось ополчение. Телохранители Хасана («gaarhaye») и другие старшие чиновники государства были в основном освобожденными рабами. Кавалерия включала от 5000 до 10 000 всадников. Армия Хасана была экипирована современным оружием, таким как винтовки и пулеметы Максима. Бойцы-дервиши использовали традиционный танец-песню «dhaanto», чтобы поднять свой боевой дух, и часто пели её в конных переходах.

## Войны против Италии, Великобритании и Эфиопии

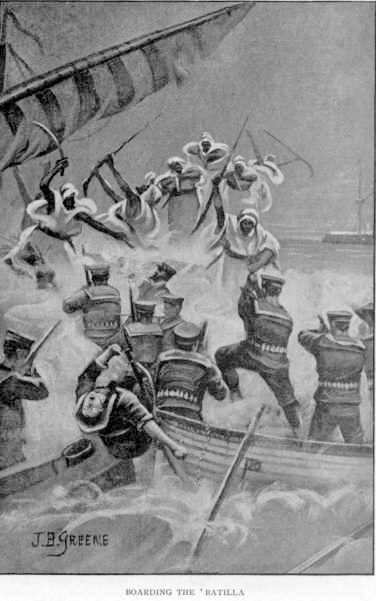
Морской бой между дервишами и британскими моряками.

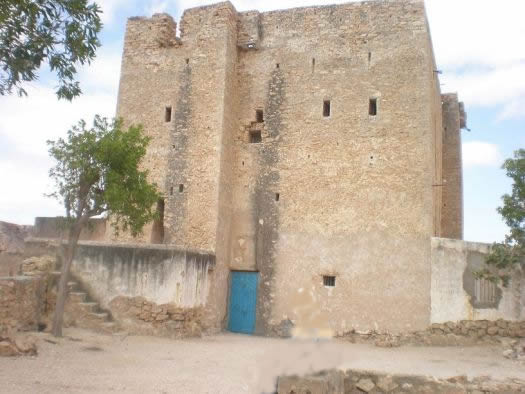
Дервишский форт Daarta Sayyidka в Эйле.

В 1898 году дервиши заняли город Буръо, важный центр Британского Сомалиленда. Хасану также удалось заключить мир между местными кланами и инициировать большое собрание, где прозвучал призыв к населению вступить в войну против захватчиков.
В 1900 году эфиопская экспедиция, отправленная арестовать или убить Хасана, угнала большое количество верблюдов у клана Огаден. В ответ Хасан напал на эфиопский гарнизон в Джиджиге и угнал оттуда 2 000 верблюдов, приобретя после этого большую популярность в народе. Освободительное движение набирало силы.
К концу 1900 года эфиопский император Менелик II предложил британцам провести совместную акцию против дервишей. Британский подполковник Э. Дж. Свейн собрал под своей командой 1500 сомалийских солдат во главе с 21 европейскими офицерами и 15 000 эфиопских солдат. С ними он взял города Буръо и Харар. Тем не менее, с 1901 по 1904 годы дервиши наносили иностранным армиям одно поражение за другим, но 9 января 1904 года были разбиты войсками генерала Чарльза Эгертона и вынуждены были отступить на северо-восток и юг Сомали.
По окончании Первой мировой войны британцы решили покончить с дервишами. Начальник имперского Генерального штаба сэр Генри Вильсон сообщил государственному секретарю по делам колоний Альфреду Милнеру, что для этого потребуется как минимум две дивизии, однако главком ВВС Хью Тренчард предложил использовать для уничтожения укреплений дервишей авиацию, заявив, что в этом случае для завершения операции хватит имеющихся на местах колониальных войск. В кампании 1920 года британцы использовали 12 бомбардировщиков. Уже 9 февраля британские колониальные войска вступили в разбомблённую столицу дервишей Талех. Впервые столкнувшиеся с самолётами войска дервишей разбежались; сам Хасан бежал в Огаден всего с четырьмя сторонниками, где умер в декабре от гриппа.
Проведение «самой дешёвой войны в истории» способствовало выделению британских ВВС из подчинения армии в отдельный род войск.

## Наследие

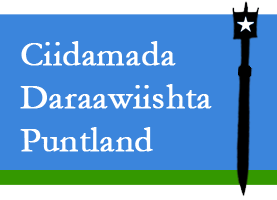
Логотип Дервишей Пунтленда — организации, названной в честь дервишей Хасана.

Наследие дервишей в Сомали сохранилось в культурном наследии, истории и обществе. 
В память о героях прошлого военное правительство Сомали во главе с Мохаммедом Сиадом Барре воздвигло между улицами Макка аль-Мукарама (Makka Al Mukarama) и Шабелле (Shabelle) в центре Могадишо три памятника главным героям Сомали — Мохаммеду Хасану, метателю камней и Хаво Тако. 
Многочисленные замки и крепости, построенные дервишами, были включены в список национальных сокровищ Сомали. 
Хасан был талантливым поэтом, и многие из его стихов до сих пор изучаются в школах Сомали и даже цитировались президентами Сомали в официальных выступлениях. 
Период государства дервишей — важная, хотя и краткая, глава в истории Сомали времён периода европейской гегемонии, вызвавшей движение сопротивления. Сегодня Хасан рассматривается как один из «архитекторов» сомалийской государственности и «отец нации».